# تلمبة كاظمي (علي أباد ملك)
تلمبة کاظمي (بالفارسية: تلمبه کاظمی) هي منطقة سكنية تقع في إيران في قسم علي أباد ملك الريفي. يقدر عدد سكانها بـ 110 نسمة .